# Westmoreland (Kansas)
Westmoreland és una població dels Estats Units a l'estat de Kansas. Segons el cens del 2000 tenia 631 habitants.

## Demografia
Segons el cens del 2000, Westmoreland tenia 631 habitants, 262 habitatges, i 171 famílies. La densitat de població era de 459,7 habitants/km².
Dels 262 habitatges en un 27,9% hi vivien nens de menys de 18 anys, en un 55,3% hi vivien parelles casades, en un 7,3% dones solteres, i en un 34,4% no eren unitats familiars. En el 30,9% dels habitatges hi vivien persones soles el 18,3% de les quals corresponia a persones de 65 anys o més que vivien soles. El nombre mitjà de persones vivint en cada habitatge era de 2,26 i el nombre mitjà de persones que vivien en cada família era de 2,85.
Per edats la població es repartia de la següent manera: un 22,8% tenia menys de 18 anys, un 5,5% entre 18 i 24, un 25,2% entre 25 i 44, un 21,1% de 45 a 60 i un 25,4% 65 anys o més.
L'edat mediana era de 43 anys. Per cada 100 dones de 18 o més anys hi havia 81,7 homes.
La renda mediana per habitatge era de 31.583 $ i la renda mediana per família de 40.833 $. Els homes tenien una renda mediana de 26.071 $ mentre que les dones 19.844 $. La renda per capita de la població era de 17.290 $. Entorn del 5,2% de les famílies i l'11,5% de la població estaven per davall del llindar de pobresa.

## Poblacions més properes
El següent diagrama mostra les poblacions més properes.